# 12e arrondissement (Parijs)
Het 12e arrondissement is een van de 20 arrondissementen van Parijs. Het ligt op de rechteroever van de Seine, en is in 1860 gecreëerd, na de annexatie door Parijs van de gemeente Bercy en een deel van de gemeente Saint-Mandé. De oppervlakte bedraagt 6,377 km², zonder het Bois de Vincennes.

## Wijken
Zoals alle arrondissementen, is ook het 12e opgedeeld in vier wijken (Quartier in het Frans):
- Quartier Bel-Air
- Quartier Picpus
- Quartier Bercy
- Quartier Quinze-Vingts

## Bezienswaardigheden
- Bois de Vincennes
- Opéra Bastille
- Palais Omnisports de Paris-Bercy
- Place de la Bastille
- Promenade plantée

## Bevolking
| Jaar | Bevolking | Dichtheid      |
| ---- | --------- | -------------- |
| 1962 | 161.574   | 25.337 inw/km² |
| 1968 | 155.982   | 24.460 inw/km² |
| 1975 | 140.900   | 22.095 inw/km² |
| 1982 | 138.015   | 21.643 inw/km² |
| 1990 | 130.257   | 20.426 inw/km² |
| 1999 | 136.591   | 21.419 inw/km² |
| 2015 | 142.340   | 22.321 inw/km² |

- Bibliothèque nationale de France: cb119544108 (data)
- Gemeinsame Normdatei: 4426103-2
- International Standard Name Identifier: 0000 0000 8712 0988
- Système universitaire de documentation: 028858204
- Virtual International Authority File: 126335900